# بورلی هیلز (میشیگان)
بورلی هیلز (به انگلیسی: Beverly Hills) یک روستا در ایالات متحده آمریکا است که در شهرستان اوکلاند، میشیگان واقع شده‌است. بورلی هیلز ۱۰٫۴۱ کیلومتر مربع مساحت و ۱۰٬۲۶۷ نفر جمعیت دارد و ۲۲۲ متر بالاتر از سطح دریا قرار دارد.